# Estampes (Adelsgeschlecht)
Estampes ist eine Familie der französischen Adels, die seit dem 15. Jahrhundert bezeugt ist. Es besaß ab dem 15. Jahrhundert die Herrschaft Valençay und ist auch als Erbauer von Schloss Valençay bekannt.
Im 16. Jahrhundert teilte sich die Familie in drei Linien auf: die älteste Linie ist die der Marquis de Mauny (die sich auch Marquis d’Estampes nannte), die mittlere Linie ist die der Marquis de Valençay, die jüngste Linie die der Marquis d’Autry. Insbesondere die mittlere Linie hatte im 17. Jahrhundert eine große Bedeutung, bis sie in finanzielle Schwierigkeiten geriet und Anfang des 18. Jahrhunderts dann sogar ihren Stammsitz verkaufen musste.
Die bedeutendsten Familienangehörigen sind Léonor d’Estampes de Valençay, Erzbischof von Reims (1641–1651), Jacques d’Estampes, Marquis de La Ferté-Imbault, der 1651 zum Marschall von Frankreich ernannt wurde, sowie Henri d’Estampes, der 1678 als designierter Großmeister des Malteserordens starb. Angeheiratete Familienmitglieder sind Pierre Brûlart de Sillery, Secretaire d’État et des Finances 1607–1640, und Louis de La Châtre, seit 1616 Marschall von Frankreich.

## Stammliste (Auszug)

### Bis zum 17. Jahrhundert
1. Robert I. (um 1440), Seigneur de Sallebris, de Chaumasson et des Roches, ⚭ Jacquette Rolland
  1. Jean l’Aîné († 1455), Bischof von Carcassonne
  2. Jean le Jeune († 1461), Bischof von Nevers
  3. Guillaume, Bischof von Montauban, dann Bischof von Condom
  4. Robert II. († 1456), Seigneur de Sallebris, de La Ferté-Imbault, de Valençay et de Tillay, ⚭ Marguerite de l’Autry-les-Vierzon, Tochter von Jean III., Seigneur du Lude
    1. Jean, Seigneur de La Ferté-Imbault
    2. Robert III., Seigneur de Sallebris, d’Ardreloup et de Tillay, ⚭ Louise Levrauld
      1. Jean, Seigneur de La Ferté-Imbault, de Sallebris et de Soesmes, ⚭ I 1499 Blanche, Tochter von Valéran de Sains, Seigneur de Marigny, ⚭ II Marie, Tochter von Lancelot du Lac, Seigneur de Chemerolle, ⚭ III Marie, Tochter von Guérin de Presles, Seigneur de Bonsfrères
        1. (I) Louis, Seigneur de La Ferté-Imbault et de Sallebris, ⚭  I 1525 Edmée, Dame de Villefargeau et du Mont Saint-Sulpice, Tochter von Edme Le Rotier, Seigneur de Villefargeau, ⚭ II Françoise, Tochter von Pierre de Boucard, Seigneur de Blancafort
          1. Claude, Seigneur de la Ferte-Imbault, de Sallebris, du Mont Saint-Sulpice, de Villefargeau et de Soesmes, ⚭ 1579 Jeanne de Hautemer, Dame de Mauny, Tochter von Guillaume de Hautemer, Duc de Grancey, Marschall von Frankreich, und Renée L’Evêque de Marconay
            1. Jacques († 1668), Marquis de la Ferté-Imbault et de Mauny, 1651 Marschall von Frankreich, ⚭ Catherine, Tochter von Charles, Marquis de Praslin († 1673)
              1. François († 1647), Marquis de Mauny ; ⚭ Charlotte, Tochter von Pierre Brûlart de Sillery – Nachkommen siehe unten

        2. (I) Robert, Seigneur de La Motte-les-Ennordre

      2. Louis d’Estampes, Seigneur de Valencay (1488 minderjährig), 1519 Bailli und Gouverneur von Blois, Ritter des Ordre de Saint-Michel, ⚭ 1512 Marie Hurault, Tochter von Jacques, Seigneur de La Grange et de Chiverny – Nachkommen siehe unten
      3. Robert, Seigneur d’Ardreloup et de Teillay, ⚭ Claude Cleret, Dame d’Autry – Nachkommen: die Marquis d’Autry

    3. Michel, Seigneur de Valençay

  5. Jean, Seigneur de Saint-Ciergues, des Roches et de La Ferté-Nabert

### Ab dem 17. Jahrhundert
1. François († 1647), Marquis de Mauny, ⚭ Charlotte, Tochter von Pierre Brûlart de Sillery – Vorfahren siehe oben
  1. Charles († 1716), Marquis de Mauny, genannt „Le Marquis d’Estampes“, ⚭ Marie, Tochter von Louis Régnier, Seigneur de Droué
    1. Roger († 1718), Marquis de Mauny, ⚭ Marie Elisabeth (* 1693), Tochter von Théodore Dirchse
      1. Louis-Roger († 1754), Marquis de Mauny, ⚭ I Angélique († 1728), Tochter von Henri d’Estampes, Marquis de Valençay (siehe unten), ⚭ II Marguerite († 1742), Tochter von Louis Bec de Liévre, Marquis de Quévilly,
        1. (II) Louis-Omer († 1815), Marquis de Mauny, 1814 Generalleutnant, ⚭ I Adélaide, Tochter von François de Fouilleuse, Marquis de Flavacourt († 1759), ⚭ II François, Tochter von Omer Joly († 1817)
          1. (I) Adélaide-Thérèse († 1783), ⚭ Henri Comte de Bourdeille
          2. (II) Louis-Félicité († 1833), Marquis d’Estampes, ⚭ I Anne, Tochter von Joseph La Camus, Marquis de Bligny († 1786), ⚭ II Christine, Tochter von Hylaire Rouillé, Marquis du Coudray († 1832)
            1. (II) Ambroisine-Louise († 1847), ⚭ Henri Huchet, Comte de La Bédoyère († 1861)
            2. (II) Armande-Eugénie († 1820), ⚭ Amedée Gars, Vicomte de Courcelles
            3. (II) Alexandrine-Joséphine († 1869), ⚭ Rodolphe Cholier, Comte de Ciboins († 1852)
            4. (II) Ludovic-Omer († 1875), Marquis d’Estampes, ⚭ Elisabeth, Tochter von Auxonne Marie Théodose de Thiard de Bissy, Comte de Bissy – Nachkommen
            5. (II) Henriette-Maxime († 1874), ⚭ Philippe, Comte de Sainte-Marie-d’Agneaux († 1857)

          3. (II) Louise-Claudine († 1824), ⚭ Pierre Le Viconte, Vicomte de Blagny
          4. (II) Ambroisine-Marie († 1861), ⚭ Claude Louis Michel Le Duc de Bléville, Marquis de Lillers
          5. (II) Henriette († 1837), ⚭ Charles Coriolis, Marquis d’Espinousse († 1841)
          6. (II) Armand-Marie († 1853), Comte d’Estampes, ⚭ I Marie-Anne Bours, ⚭ II Adèle, Tochter von Ambroise, Vicomte de Croismare
            1. (I) Edgard, Comte d’Estampes, ⚭ Myrrha Trélaunay – Nachkommen
            2. (I) Auguste-François († 1861), Vicomte d’Estampes, Brigadegeneral, ⚭ Mathilde, Tochter von Philippe, Comte de Sante-Marie-d’Agneaux – Nachkommen
            3. (II) Henriette-Ambroisine (* 1825), ⚭ Charles, Vicomte de Beaufort

    2. Jean-Baptiste († 1704), „Le Comte d’Estampes“
    3. Philippe Charles I. († 1737), „Le Comte d’Estampes“; ⚭ 1709 Jeanne du Plessis-Châtillon (1686–1763), Tochter von Jacques du Plessis-Châtillon, Comte de Nonant, und Jeanne Marie Fradet
      1. Philippe Charles II. (1712–1737); ⚭ 1733 Marie-Thérèse Geoffrin (1715–1791), Tochter von Pierre François Geoffrin und Marie-Thérèse Rodet
        1. Charlotte-Thérèse (1736–1749)

      2. Louis-Auguste (1714–1742), ledig
      3. Sophie; ⚭ Alexis Leconte de Nonant, Marquis de Piercourt – Nachkommen

    4. Louise-Charlotte, ⚭ Maximilien, Marquis de Fiennes

  2. François, Comte d’Estampes

### Linie Valencay
1. Louis d’Estampes, Seigneur de Valencay (1488 minderjährig), 1519 Bailli und Gouverneur von Blois, Ritter des Ordre de Saint-Michel, ⚭ 1512 Marie Hurault, Tochter von Jacques, Seigneur de La Grange et de Chiverny – Vorfahren siehe oben
  1. Jacques d’Estampes, ⚭ 1540 Jeanne Bernard, Tochter von Jean Bernard und Louise Breathe
    1. Jean d’Estampes († 1620), Seigneur de Valencay, Chevalier de Saint-Michel, ⚭ 1574 Sarah d’Happlaincourt, Tochter von Jean d’Happlaincourt und Barbe d’Orgnies
      1. Jacques d’Estampes († 1639), Marquis de Valencay, Seigneur d’Applaincourt, 1619 Chevalier des ordres du Roi, 1622 Gouverneur von Montpellier, 1627 Gouverneur von Calais, ⚭ Louise Blondel de Joigny (* um 1580), Tochter von Ondart Blondel genannt „de Joigny“
        1. Jean d’Estampes († 1629), ⚭ Catherine d’Elbene, Tochter von Alexandre d’Elbene und Catherine d’Elbene
          1. Louise d’Estampes, ⚭ Antoine Gouffier, Marquis de Thois

        2. Dominique d’Estampes, Marquis de Valencay († 1691), ⚭ 1641 Marie Louise de Montmorency  († 1684), Tochter von François de Montmorency, Comte de Luxe (Stammliste der Montmorency), und Elisabeth Angélique de Vienne
          1. Henri Dominique d’Estampes († 1680), Marquis de Piennes, ⚭ 1672 Anne Elisabeth d’Estampes, Tochter von Jean d’Estampes und Marie Gruel (siehe unten)
            1. Jacques Dominique d’Estampes († 1700), ledig
            2. Francois Louis Charles d’Estampes, Ritter des Malteserordens († 1700)

          2. Francois Henri d’Estampes († 1711), Marquis de Valencay, ⚭ 1702 Angélique Francoise Raymond, Tochter von Francois Raymond und Marguerite Rallu
            1. Angélique Elisabeth d’Estampes de Valencay (* 1709; † 28. November 1728), ⚭ 1727 Louis-Roger d’Estampes, Marquis de Mauny (* 2. November 1711; † 15. September 1754)

          3. Jean-Hypolite († 1697), genannt le Marquis de Bellebrune, ⚭ Gabrielle Louise Maslo du Bousquet,
            1. Henri-Hubert d’Estampes, ⚭ 1715 Philiberte Amelot, Tochter von Denis-Jean Amelot und Philiberte de Bataillon (sie verkauft Valencay als Witwe)

          4. Marie Louise Thérèse d’Estampes (* um 1650), ⚭ 1679 Gaspard de Chavagnac, Gouverneur von Veurne († 1695)
          5. Julie d’Estampes († 1705), ⚭ Pierre Georges d’Entraigues, Seigneur d’Entraigues et de La Chapelle († 1723)

        3. Henri d’Estampes († 1678), Ritter des Malteserordens, Botschafter in Rom, 1670 Großprior von Frankreich, starb auf Malta als designierter Großmeister des Ordens
        4. Éléonore d’Estampes († 1679), ⚭ 1628 Charles de Monchy, Marquis d’Hocquincourt († 1658)

      2. Elisabeth d’Estampes († 1654), ⚭ Louis de La Châtre († 1630), Baron de la Maisonfort, 1616 Marschall von Frankreich
      3. Léonor d’Estampes († 1651), 1620 Bischof von Chartres, 1641 Erzbischof von Reims
      4. Louis d’Estampes († 1632), Marquis d’Estiau
      5. Achille d’Estampes de Valençay (1593–1646), Ritter des Malteserordens, 1643 Kardinal
      6. Jean d’Estampes († 1671), ⚭ Marie Gruel, Dame de Morville, Tochter von Jean Gruel und Marie Andras
        1. Marie, ⚭ I Philippe de Béthune, Comte de Selles (Haus Béthune), ⚭ II Jean-Baptiste Gaston de Goth, dit le Duc d’Épernon, Seigneur de Rouillac,
        2. Anne Elisabeth († 1679), ⚭  1671 Henri Dominique d’Estampes (siehe oben)

      7. Charlotte d’Estampes-Valencay († 1677), ⚭ 1605 Pierre Brûlart de Sillery et de Puysieux, Secretaire d’État et des Finances 1607–1640, 1612 Botschafter in Spanien
      8. Claude (* 1600), Seigneur d’Estiau
      9. Marguerite d’Estampes, ⚭ 1629 Michel de Beauclerc, Baron d’Aschéres

    2. Madeleine d’Estampes, ⚭ I Louis de Hallencourt, ⚭ II Robert de Bellefoirière († 1594)
    3. Renée d’Estampes, ⚭ René de Senicourt